# Formica intermedia
Formica intermedia é uma espécie de formiga do gênero Formica, pertencente à subfamília Formicinae.